# Astrobee
Astrobee es la denominación de una familia de cohetes sonda estadounidenses propulsados por combustible sólido y desarrollados a mediados de los años 1950 y fabricados por Aerojet como sustitutos de los Aerobee.

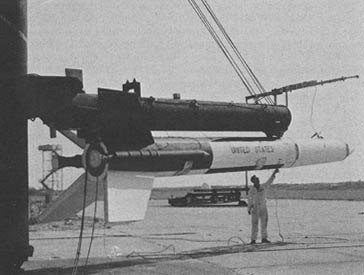
Astrobee 1500.

## Variantes

### Astrobee 200
Cohete de dos etapas: una principal consistente en un cohete Genie y una superior Alcor. Se lanzaron 10 Astrobee 200, con tres fallos. El primer lanzamiento se efectuó el 30 de junio de 1960 y el último el 14 de diciembre de 1966.

#### Especificaciones
- Apogeo: 350 km
- Empuje en despegue: 161 kN
- Masa total: 800 kg
- Diámetro: 0,38 m
- Longitud total: 6,3 m

### Astrobee 500
Cohete de tres etapas: una principal Genie, una secundaria Alcor y una superior Asp. Se lanzó un solo cohete de esta versión, el 22 de marzo de 1960.

#### Especificaciones
- Apogeo: 1000 km
- Empuje en despegue: 161 kN
- Masa total: 900 kg
- Diámetro: 0,38 m
- Longitud total: 7,8 m

### Astrobee 1500
Cohete de tres etapas consistente en dos Recruit como etapa principal, un Aerojet Jr como secundaria y una superior Alcor. Se lanzaron 10, con 3 fallos, el primero el 8 de marzo de 1961 y el último el 15 de octubre de 1969.

#### Especificaciones
- Apogeo: 2000 km
- Empuje en despegue: 566 kN
- Masa total: 5200 kg
- Diámetro: 0,79 m
- Longitud total: 10,4 m

### Astrobee D
Cohete de una sola etapa lanzado 48 veces, con dos fallos. El primero fue lanzado el 8 de junio de 1970 y el último el 16 de febrero de 1980.

#### Especificaciones
- Apogeo: 140 km
- Empuje en despegue: 23 kN
- Masa total: 100 kg
- Diámetro: 0,15 m
- Longitud total: 3,9 m

### Astrobee F
Cohete de una sola etapa e impulsor dual diseñado como reemplazo del Aerobee 150 y lanzado 49 veces, con dos fallos. El primero fue lanzado el 26 de septiembre de 1972 y el último el 2 de marzo de 1983.

#### Especificaciones
- Apogeo: 375 km
- Empuje en despegue: 178 kN
- Masa total: 1500 kg
- Diámetro: 0,38 m
- Longitud total: 11,5 m